# جسیکا نیکول
جسیکا نیکول(به انگلیسی: Jasika Nicole) یک بازیگر و طراح آمریکایی اهل برمینگهم، آلاباما است. معروفترین کار وی ایفای نقش استرید فارنز وورث در فرینج است.
نیکول رقص، تئاتر و صداپیشگی را در کارولینای شمالی خوانده‌است. وی یک همجنسگرای علنی است.
از فیلم‌ها یا برنامه‌های تلویزیونی که وی در آن نقش داشته‌است می‌توان به دکتر خوب اشاره کرد.